# 蘇蒂斯基
49°2′32″N 28°25′15″E / 49.04222°N 28.42083°E

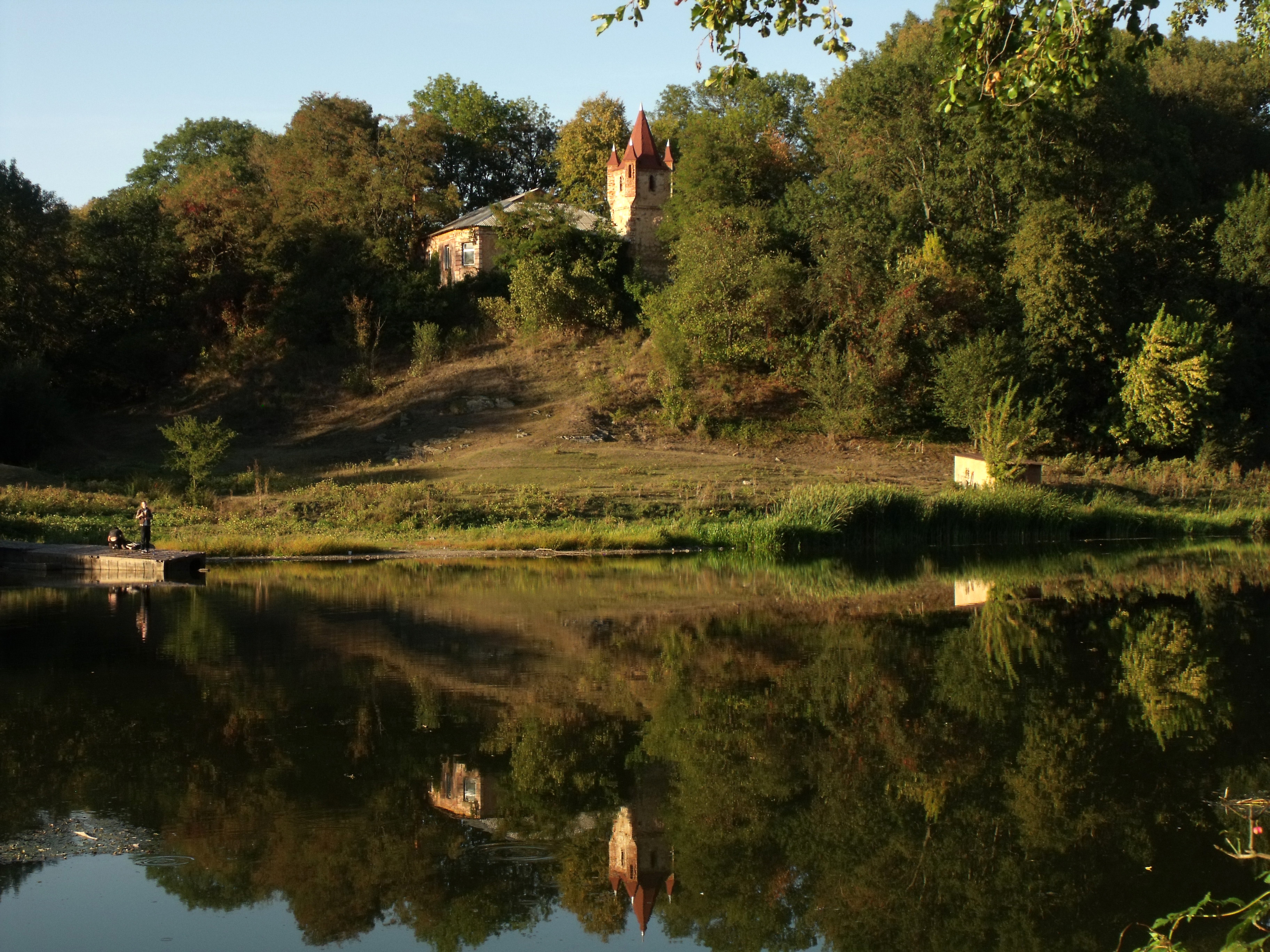
庄园

蘇蒂斯基（烏克蘭語：Сутиски）是位於烏克蘭西南部的市級鎮，由文尼察州文尼察區的蘇蒂斯基市鎮負責管轄。該鎮距離特夫里夫11公里和文尼察27公里，面積5.82平方公里，海拔高度255米，2011年人口6,207，人口密度每平方公里1,066.5人。